# 冨田恒男
冨田 恒男（とみた つねお、1908年<明治41年>10月8日 - 1991年<平成3年>6月23日）は日本の生理学者。医学博士。慶應義塾大学医学部名誉教授で医学部長を務めた。アメリカ合衆国のイェール大学名誉教授。眼の網膜の情報処理機構の研究で知られ、視覚神経生理学、感覚生理学の世界的権威とされる。1972年（昭和47年）、紫綬褒章受章。1978年（昭和53年）、勲二等瑞宝章受章。位階は従四位。愛知県岡崎市出身。

## 経歴[2]
- 1932年（昭和7年）、慶応義塾大学医学部卒。
- 1936年（昭和11年）、医学博士。
- 1950年（昭和25年）、東京女子医科大学教授。
- 1957年（昭和32年）、慶応義塾大学教授。
- 1969年（昭和44年）、慶応義塾大学医学部長。
- 1970年（昭和45年）、慶応義塾大学名誉教授。
- 1973年（昭和48年）、聖マリアンナ医科大学教授。

設立間もない東洋医科大学（現聖マリアンナ医科大学）初代教授として慶応義塾大学から赴任し、第一生理学教室を担当した。当初からイェール大学教授との兼任であり、やがてイェール大学での研究に専念することになり、1975年（昭和50年）に同じく慶応義塾大学から赴任した豊田順一教授に教室を引き継いだ。
- 1974年（昭和49年）、イェール大学大学眼科教授
- 1977年（昭和52年）、イェール大学大学名誉教授。
- 1985年（昭和60年）、日本学士院会員。
- 1991年6月23日夜、膵臓がんのため東京・新宿区の慶應義塾大学病院で亡くなった。[3]。死没日付をもって正七位から従四位に進階[4]。

## 受賞歴[2]
- 1972年（昭和47年）、紫綬褒章
- 1974年（昭和49年）、第15回藤原賞 - 「網膜における情報処理機構の研究」
- 1975年（昭和50年）、日本学士院賞 - 「眼の網膜の情報処理機構など視覚生理学の研究」
- 1975年（昭和50年）、米国視覚眼科学会（英語版）より最高功労賞であるプロクター賞（Proctor Medal）を受賞
- 1978年（昭和53年）、勲二等瑞宝章
- 1984年（昭和59年）、フォンサルマン賞